# Quận Albany, New York
Quận Albany (/ˈɔːlbəni/ AWL-bə-nee) là một quận ở tiểu bang New York, Hoa Kỳ. Phía bắc quận giáp với sông Mohawk, phía đông giáp sông Hudson. Theo Điều tra dân số Hoa Kỳ năm 2010, dân số là 304.204. Quận lỵ là Albany, thủ phủ tiểu bang New York. Quận được đặt tên theo Công tước xứ York và Albany, người sau này trở thành James II của Anh (James VII của Scotland).

## Địa lý
Theo Cục điều tra dân số Hoa Kỳ, quận có tổng diện tích km², trong đó có km2 là diện tích mặt nước.